# Gyula (titlu medieval)
Cuvântul exact folosit de maghiari gyula este neclar, dar este bazat din surse medievale (între care bizantine, în special cronica împăratului Constantin VI. Porfirogenetul, "De administrando imperii", și persane). Numeroși istorici acceptă ideea că și la ungurii din secolul IX ființa un sistem de conducere dualist ca la hazari, aceștia având rangurile numite kende (sau kündü) și gyula (sau djilas). Unii presupun că acestea ar fi fost chiar nume proprii, eventual nume de triburi.
Potrivit cronicilor primare, unul dintre triburile "hetumoger" ("șapte triburi maghiare") era condus de căpetenia cu numele Cundu sau Kündü sau Kende sau Kond (tatăl liderului de oarecare notorietate Kursan, în adaptare maghiară modernă, Kurszán). Sau poate că a fost vorba de numele tribului. 
Astfel, potrivit unora dintre surse, Kursan ar fi avut rangul de kende, iar Almus (maghiarizat modern, Álmos "acela care a fost visat") ar fi fost un gyula. (De menționat că Gyula sau Geula, ca nume propriu, a fost purtat de unul dintre nepoții de fiu ai lui Tuhutum (maghiarizat modern Tétény sau Töhötöm), căpetenie tribală peste un alt trib decât tribul din care făceau parte Almus și fiul acestuia, Arpad. Suprapunerea a două sau chiar trei semantici diferite pentru termenul gyula duce la confuzii). 
Kursan a fost omorît în 904, iar Arpad (adaptare fonetică maghiarizantă a numelui turcic, Árpád) a devenit "ducele" suprem al confederației tribale.
Potrivit unor istoriografi, titlul gyula a fost folosit ulterior, până în secolul al X-lea, ca rang secundar de liderii autonomi care guvernau Transilvania, adică de precursorii voievozilor Transilvaniei.